# Naturschutzgebiet Hilmesberg

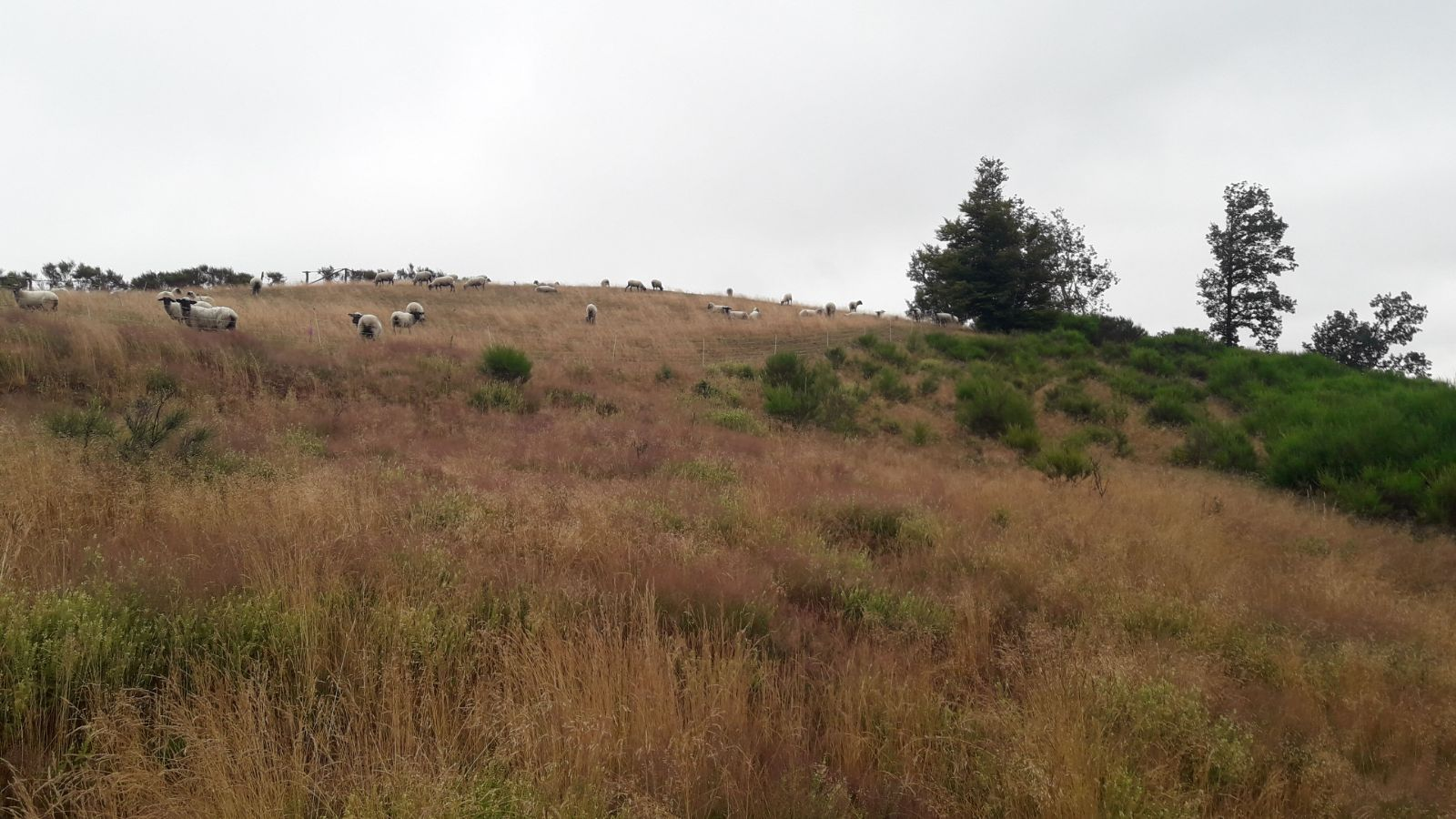
Schafte im NSG Hilmesberg

Das Naturschutzgebiet Hilmesberg mit einer Größe von 48,3 ha liegt ungefähr 800 m westlich von Hesborn im Stadtgebiet von Hallenberg. Es wurde am 15. September 2004 mit dem Landschaftsplan Hallenberg durch den Hochsauerlandkreis als Naturschutzgebiet (NSG) ausgewiesen. Das NSG ist Teil des Europäischen Vogelschutzgebiets Medebacher Bucht und des FFH-Gebietes Liesetal-Hilmesberg (DE 4817-305).

## Gebietsbeschreibung
Das NSG schließt die drei nahe beieinander liegende Kuppen des Hilmesberges mit den umgebenden Hängen ein. Im Westen des NSG befindet sich ein schmaler Streifen mit Buchenmischwald. Auf der höchsten Kuppe des Hilmesberges befindet sich eine Heidefläche. Im Westen grenzt das Naturschutzgebiet direkt an das Naturschutzgebiet Liesetal an.

## Pflanzenarten im NSG
Vom Landesamt für Natur, Umwelt und Verbraucherschutz Nordrhein-Westfalen dokumentierte Pflanzenarten im Gebiet: Acker-Hornkraut, Acker-Witwenblume, Berg-Platterbse, Besenginster, Besenheide, Blutwurz, Borstgras, Braunstieliger Streifenfarn, Brennender Hahnenfuß, Echtes Johanniskraut, Echtes Labkraut, Gamander-Ehrenpreis, Geflecktes Johanniskraut, Gewöhnlicher Tüpfelfarn, Gewöhnliches Ferkelkraut, Gras-Sternmiere, Harzer Labkraut, Heidelbeere, Herbstzeitlose, Hunds-Veilchen, Kleine Bibernelle, Kleiner Baldrian, Kleiner Sauerampfer, Kleiner Wiesenknopf, Kleines Habichtskraut, Magerwiesen-Margerite, Maiglöckchen, Nestwurz, Preiselbeere, Quirl-Weißwurz, Roter Fingerhut, Rundblättrige Glockenblume, Salbei-Gamander, Scharfer Hahnenfuß, Spitz-Wegerich, Spitzlappiger Frauenmantel, Wald-Ehrenpreis, Wald-Erdbeere, Wald-Habichtskraut, Wald-Ziest, Waldmeister, Wiesen-Flockenblume.

## Schutzzweck
Laut Naturschutzgebiets-Ausweisung wurde das Gebiet zum Naturschutzgebiet ausgewiesen, um zur Sicherung des ökologischen Netzes Natura 2000 der EU im Sinne der FFH-Richtlinie und ferner zur Erhaltung und Entwicklung von Lebensgemeinschaften und Lebensstätten wildlebender, teils gefährdeter Arten, von Tier- und Pflanzenarten beizutragen. Wie bei allen Naturschutzgebieten in Deutschland wurde in der Schutzausweisung darauf hingewiesen, dass das Gebiet „wegen der Seltenheit, besonderen Eigenart und Schönheit des Gebietes“ zum Naturschutzgebiet wurde.

## Schutzmaßnahmen
Von 2005 bis 2009 lief im Vogelschutzgebiet Medebacher Bucht ein LIFE-Projekt der Europäischen Union. Projektträger vor Ort war die Biologische Station Hochsauerlandkreis. Am Hilmesberg wurden Fichtenflächen entfernt, um Raum für eine Heideendwicklung zu schaffen. Ein Teil der gerodeten Flächen wird mit Rindern beweidet.